# Isabel Fernández
María Isabel Fernández Gutiérrez (Elche, 1 de fevereiro de 1972) é uma judoca espanhola, campeã olímpica.

## Biografia
Fernández é campeã olímpica, campeã mundial e seis vezes campeã europeia. Ela ganhou a medalha de ouro no peso leve (57 kg) nos Jogos Olímpicos de Verão de 2000 em Sydney, e recebeu a medalha de bronze olímpica em 1996 pela mesma divisão.
Ela conquistou quatro medalhas no Campeonato Mundial de Judô entre 1997 e 2007 e treze medalhas no Campeonato Europeu de Judô entre 1995 e 2008. 2 Nos Jogos Olímpicos de Verão de 2004 em Atenas, foi a porta-bandeira do time da Espanha. No dia 8 de janeiro de 2009, anunciou inesperadamente sua aposentadoria da competição, afirmando que "foi uma experiência maravilhosa da qual não há más lembranças".

## Reconhecimentos e honrarias
Isabel Fernández foi agraciada com a seguinte condecoração:
- Medalha da Real Orden del Mérito Deportivo (2001)
- Prêmio Reina Letizia à melhor desportista espanhola de 1997 a 2000
- Prêmios Deportivos Provinciales de la Diputación de Alicante em dez ocasiões[3]
- Troféu Ayuntamiento de Alicante em oito ocasiões